# 西尤寧 (伊利諾州)
西尤宁是位於美國伊利诺伊州克拉克縣的一個人口普查指定地區。

## 地理
西尤宁的座標為39°12′57″N 87°39′58″W / 39.21583°N 87.66611°W，而該地最高點為海拔高度145米（即476英尺）。

## 人口
根據2010年美國人口普查的數據，西尤宁的面積為4.10平方千米，當中陸地面積為4.10平方千米，而水域面積為0.00平方千米。當地共有人口288人，而人口密度為每平方千米70.24人。